# Wilk-Klasse (1931)
Die Wilk-Klasse war die erste U-Boot-Klasse der polnischen Marine. Die drei Boote der Klasse wurden Ende der 1920er in Frankreich gebaut, zu Beginn der 1930er in Dienst gestellt und wurden im Zweiten Weltkrieg eingesetzt. Die Konstruktion basierte auf dem Einzelboot Pierre Chailey der französischen Marine. Alle Boote überstanden den Krieg und wurden in den 1950ern abgewrackt.

## Vorgeschichte
Die infolge des Ersten Weltkrieges entstandene Republik Polen besaß anfangs nur kleinere und ältere Marineeinheiten, die großteils aus den Beständen der Kaiserlichen Marine stammten. Die polnische Küste zur Ostsee war mit 142 km relativ kurz und beschränkte sich hauptsächlich auf die Danziger Bucht.
Zu Beginn der 1920er wurde infolge des Polnisch-Sowjetischen Krieges die Sowjetunion als zukünftiger Gegner gesehen und der polnischen Marine fiel die Aufgabe zu, in einem möglichen Konflikt die Nachschubkonvois aus dem verbündeten Frankreich zu sichern. Ab 1924 begannen die Planungen für den Bau von neun U-Booten.
Nach dem Zollkrieg mit Deutschland geriet Polen in finanzielle Schwierigkeiten und die Regierung Władysław Grabski musste einen Kredit in Frankreich aufnehmen. Es wird vermutet, dass mehrere einflussreiche Mitglieder der französischen Regierung Aktionäre der neu gegründeten Werft Chantiers Naval Français in Caen waren. Jedenfalls wurde die Kreditvergabe an die Bedingung geknüpft, dass die polnische Marine dieser Werft einen Rüstungsauftrag gibt. Die neue Werft hatte aber keinerlei Erfahrung mit der relativ neuen und komplizierten U-Boot-Waffe, weshalb die ursprünglichen U-Boot-Pläne auf die drei Boote der Wilk-Klasse reduziert und stattdessen am 2. April 1926 die beiden Zerstörer der Wicher-Klasse in Auftrag gegeben wurden.

## Konstruktive Merkmale
Die Boote der Wilk-Klasse hatten einen klassischen kombinierten Antrieb aus Dieselmotoren und Akkumulator-betriebenen Elektromotoren ohne Schnorchel und waren als Zweihüllenboot gebaut.
Die von der Werft zugesicherte Tauchtiefe betrug 80 m. Als maximale Tauchtiefe wurden 100 m angegeben. Mit einer Reichweite von 6.480 km und einer Seeausdauer von reichlich einem Monat waren die Boote bedingt hochseetauglich. Für die kleine Ostsee war die Reichweite vollkommen ausreichend. Die Akkus reichten für 185 km unter Wasser bei 5 kn.
Als Bewaffnung dienten ein französisches Deckgeschütz vom Kaliber 10,0 cm und zwei schwere MG zur Luftabwehr. An Torpedo-Bewaffnung führten die Boote vier Rohre im Bug und zwei bewegliche im Heck. Insgesamt konnten zehn Torpedos mitgeführt werden. Im Gegensatz zu den Booten der Orzeł-Klasse waren die Wilk-Boote in der Lage, bis zu 38 Seeminen zu verlegen. Die Minen wurden in senkrechten Schächten geführt.

## Einsatzgeschichte
In den 1930er Jahren wurden viele polnische U-Boot-Besatzungen auf den drei Booten ausgebildet. Wichtige polnischen U-Boot-Kommandanten im Zweiten Weltkrieg wie z. B. Henryk Kłoczkowski, Boguslaw Krawczyk oder Bolesław Romanowski sammelten ihre ersten Erfahrungen auf Booten der Wilk-Klasse.
Die U-Boote nahmen an mehreren Flottenbesuchen in der Ostsee teil, womit die von den zwei Großmächten Sowjetunion und Deutschland bedrängte Republik Polen ihre maritimen Ansprüche in diesem Gewässer unterstreichen wollte.
Bei Beginn des Zweiten Weltkrieges am 1. September 1939 versuchten die Wilk-Boote im Rahmen des Worek-Planes die Zufahrtswege einer erwarteten deutschen maritimen Invasion zu verminen. Da die Kriegsmarine keine Seelandung durchführte und der deutsche Überfall auf Polen sich hauptsächlich auf Landoperationen der Wehrmacht beschränkte, hatten alle polnischen U-Boote keinerlei Einfluss auf das Kriegsgeschehen. Abgesehen von den vor Kriegsbeginn bei der Operation Peking evakuierten Zerstörern wurden alle polnischen Überwassereinheiten in wenigen Tagen von Kampfflugzeugen der weit überlegenen deutschen Luftwaffe vernichtet.
Die verbündeten Marinen Deutschlands und der Sowjetunion konnten 1939 trotz intensiver Bemühungen in der Ostsee kein einziges polnisches U-Boot vernichten.
Ein U-Boot konnte sich nach Großbritannien absetzen, zwei weitere Boote der Wilk-Klasse entkamen ebenfalls und ließen sich im neutralen Schweden internieren.
Nach Kriegsende kehrten alle Boote nach Polen zurück und wurden in den 1950ern außer Dienst gestellt und danach verschrottet.

## Boote der Klasse
Zwischen 1927 und 1932 wurden drei U-Boote der Klasse gebaut. Alle Boote überstanden den Zweiten Weltkrieg und wurden in den 1950ern stillgelegt.
| Ryś | Ryś                                               | Ryś                                               | Ryś                                               |
| --- | ------------------------------------------------- | ------------------------------------------------- | ------------------------------------------------- |
| Bauwerft: | Ateliers et Chantiers de la Loire (Nantes)        | Ateliers et Chantiers de la Loire (Nantes)        | Ateliers et Chantiers de la Loire (Nantes)        |
| Kiellegung: | 28. Mai 1927                                      | Stapellauf:                                       | 22. April 1929                                    |
| Indienststellung: | 2. August 1931                                    | Dienstende:                                       | 1955                                              |
| Die Ryś (poln.: „Luchs“) lief bei Kriegsbeginn am 1. September 1939 aus und ließ sich am 17. September in Schweden internieren. Nach Kriegsende kehrte das Boot zurück nach Polen, wurde 1955 außer Dienst gestellt und 1956 verschrottet.                                                                        |                                                   |                                                   |                                                   |
| Wilk |                                                   |                                                   |                                                   |
| Bauwerft: | Chantiers et Ateliers Augustin Normand (Le Havre) | Chantiers et Ateliers Augustin Normand (Le Havre) | Chantiers et Ateliers Augustin Normand (Le Havre) |
| Kiellegung: | 1927                                              | Stapellauf:                                       | 12. April 1929                                    |
| Indienststellung: | 31. Oktober 1931                                  | Dienstende:                                       | 1951                                              |
| Die Wilk (poln.: „Wolf“) lief am 1. September 1939 aus, verließ später die Ostsee und erreichte Großbritannien am 20. September. Nach Kriegsende wurde das Boot nach Polen geschleppt, 1951 außer Dienst gestellt und anschließend verschrottet.                                                                  |                                                   |                                                   |                                                   |
| Żbik |                                                   |                                                   |                                                   |
| Bauwerft: | Chantiers Navals Français (Caen)                  | Chantiers Navals Français (Caen)                  | Chantiers Navals Français (Caen)                  |
| Kiellegung: | 1929                                              | Stapellauf:                                       | 14. Juni 1930                                     |
| Indienststellung: | 20. Februar 1932                                  | Dienstende:                                       | 1955                                              |
| Die Żbik (poln.: „Wildkatze“) lief am 1. September 1939 aus und wurde am 27. September in Schweden interniert. Am 1. Oktober 1939 lief der deutsche Minenleger M-85 auf eine von Żbik gelegte Seemine. Nach Kriegsende kehrte das Boot zurück nach Polen, wurde 1955 außer Dienst gestellt und 1956 verschrottet. |                                                   |                                                   |                                                   |

## Bilder

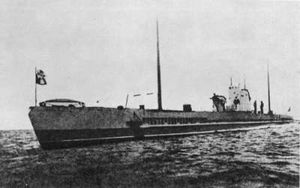
Ryś
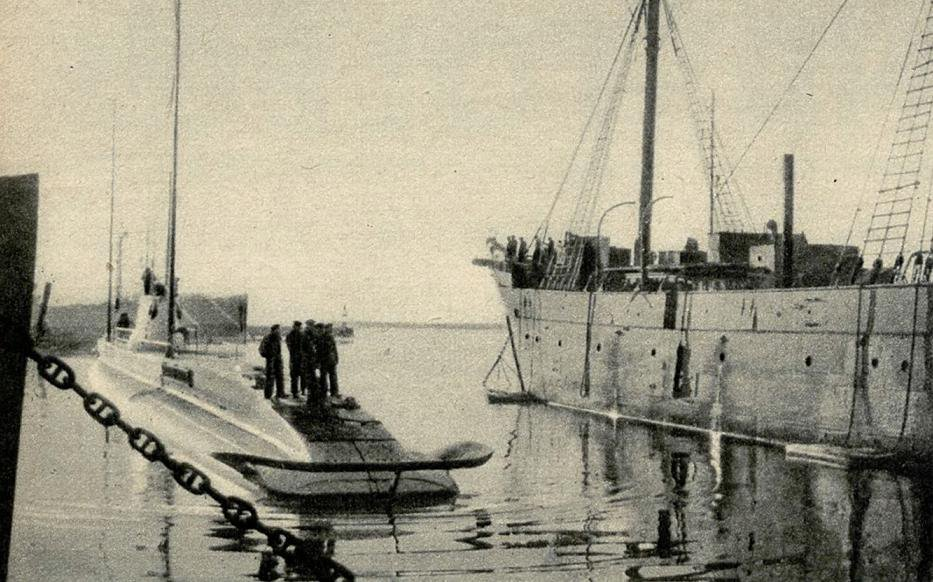
Żbik